# Nižná Kamenica
Nižná Kamenica (Hongaars: Alsókemence) is een Slowaakse gemeente in de regio Košice, en maakt deel uit van het district Košice-okolie.
Nižná Kamenica telt 521 inwoners.